# Sites des Jeux olympiques et paralympiques d'hiver de 2018
Les lieux d'accueil pour les Jeux olympiques d'hiver de 2018 et les Jeux paralympiques d'hiver de 2018 sont basés dans la province de Gangwon, un total de onze sites sportifs sont utilisés. 
Au 16 décembre 2014, tous les sites sont en construction et doivent être achevés pour 2017, à temps pour les épreuves tests en prévues en 2017.
Finalement tous les sites seront livrés à temps pour les Jeux Olympiques.

Sites olympiques 2018.

Les Jeux olympiques d'hiver de 2018 se déroulent autour de deux sites principaux :
- la ville côtière de Gangneung ;
- le complexe alpin d'Alpensia.

## Pôle d'Alpensia
La station alpine d'Alpensia Resort dans la commune de Daegwallyeong-myeon sera le centre principal des Jeux olympiques de Pyeongchang. À l'instar de ce qui avait été fait à Albertville en 1992, une structure temporaire accueillera les cérémonies d'ouverture et de clôture.
Le pôle d'Alpensia comprendra les installations suivantes :
- Village olympique principal (dôme de Yongpyong) ;
- Stade olympique de Pyeongchang : cérémonies d'ouverture et de clôture[1]
- Centre de saut à ski d'Alpensia : saut à ski, combiné nordique, snowboard (Big air)
- Centres de biathlon et de ski de fond d'Alpensia : biathlon, ski de fond et combiné nordique
- Centre alpin de Yongpyong : ski alpin (slalom, slalom géant)
- Centre de glisse d'Alpensia : luge, bobsleigh et skeleton

## Pôle du littoral de Gangneung
| \| Centre de hockey de Kwandong Centre de curling de Gangneung Palais des glaces de Gangneung Ovale de Gangneung Centre de hockey de Gangneung \| Les cinq sites de compétition du pôle · du littoral de Gangneung |
| Centre de hockey de Kwandong Centre de curling de Gangneung Palais des glaces de Gangneung Ovale de Gangneung Centre de hockey de Gangneung                                                                        |

À l'exception du Centre de curling de Gangneung, toutes les infrastructures du pôle du littoral sont nouvelles et construites pour les Jeux. Leur construction a commencé en juillet 2014, pour un achèvement prévu en octobre 2016. Le coût total de construction de ces patinoires est estimé à 425 millions de $ US. Quatre des patinoires seront regroupées dans un parc olympique, tandis que la seconde patinoire de hockey se trouvera à l'Université Kwandong.
- Parc olympique de Gangneung
  - Centre de curling de Gangneung : Curling
  - Palais des glaces de Gangneung : Short track et patinage artistique
  - Centre de hockey de Gangneung : Hockey sur glace (installation temporaire)
  - Ovale de Gangneung : Patinage de vitesse
- Université Kwandong
  - Centre de hockey de Kwandong : Hockey sur glace

## Sites olympiques isolés
- Parc de neige de Bokwang
  - Site de ski acrobatique de Bokwang : Ski acrobatique
  - Site de snowboard de Bokwang : Snowboard (sauf Big air)
- Centre alpin de Jeongseon (Jungbong) : Ski alpin (descente, Super-G et combiné)